# Romeral
Romeral (früher Villa Alegre) ist eine Stadt und Gemeinde in der Provinz Curicó in der Región del Maule in Chile. Bei der Volkszählung im Jahr 2017 hatte sie 15.187 Einwohner. Die Gemeinde erstreckt sich über eine Fläche von 1597,1 km².
In der Gemeinde befinden sich die Orte Los Queñes, Quilvo, La Jaula, El Bodal, El Peumal, Pichuante, Morros Verdes und Los Huaicos.

## Geschichte
Zur Zeit der Kolonialisierung umfasste die Hazienda El Guiaco fast das gesamte Gebiet der heutigen Gemeinde. Durch Dekret vom 16. April 1898 erhielt das Dorf Villa Alegre den Titel einer Villa. Im Jahr 1925 wurde der Name der Gemeinde Villa Alegre offiziell in Gemeinde Romeral geändert.

## Bevölkerung
Laut der Volkszählung des Nationalen Statistikinstituts von 2002 hatte Romeral 12.707 Einwohner. Davon lebten 3675 (28,9 %) in städtischen Gebieten und 9032 (71,1 %) auf dem Land. Zu dieser Zeit gab es 6596 Männer und 6111 Frauen. Die Bevölkerung wuchs zwischen den Volkszählungen von 1992 und 2002 um 10,6 % (1217 Personen). Im Jahr 2017 zählte man 15.187 Personen.